# ألبرت ليوبولد ميلز
ألبرت ليوبولد ميلز (بالإنجليزية: Albert Leopold Mills)‏ هو عسكري أمريكي، ولد في 7 مايو 1854 في نيويورك في الولايات المتحدة، وتوفي في 18 سبتمبر 1916 في واشنطن العاصمة في الولايات المتحدة.